# Wojutytschi
Wojutytschi (ukrainisch Воютичі; russisch Воютичи Wojutitschi, polnisch Wojutycze) ist ein Dorf in der ukrainischen Oblast Lwiw in der Westukraine mit etwa 1600 Einwohnern.

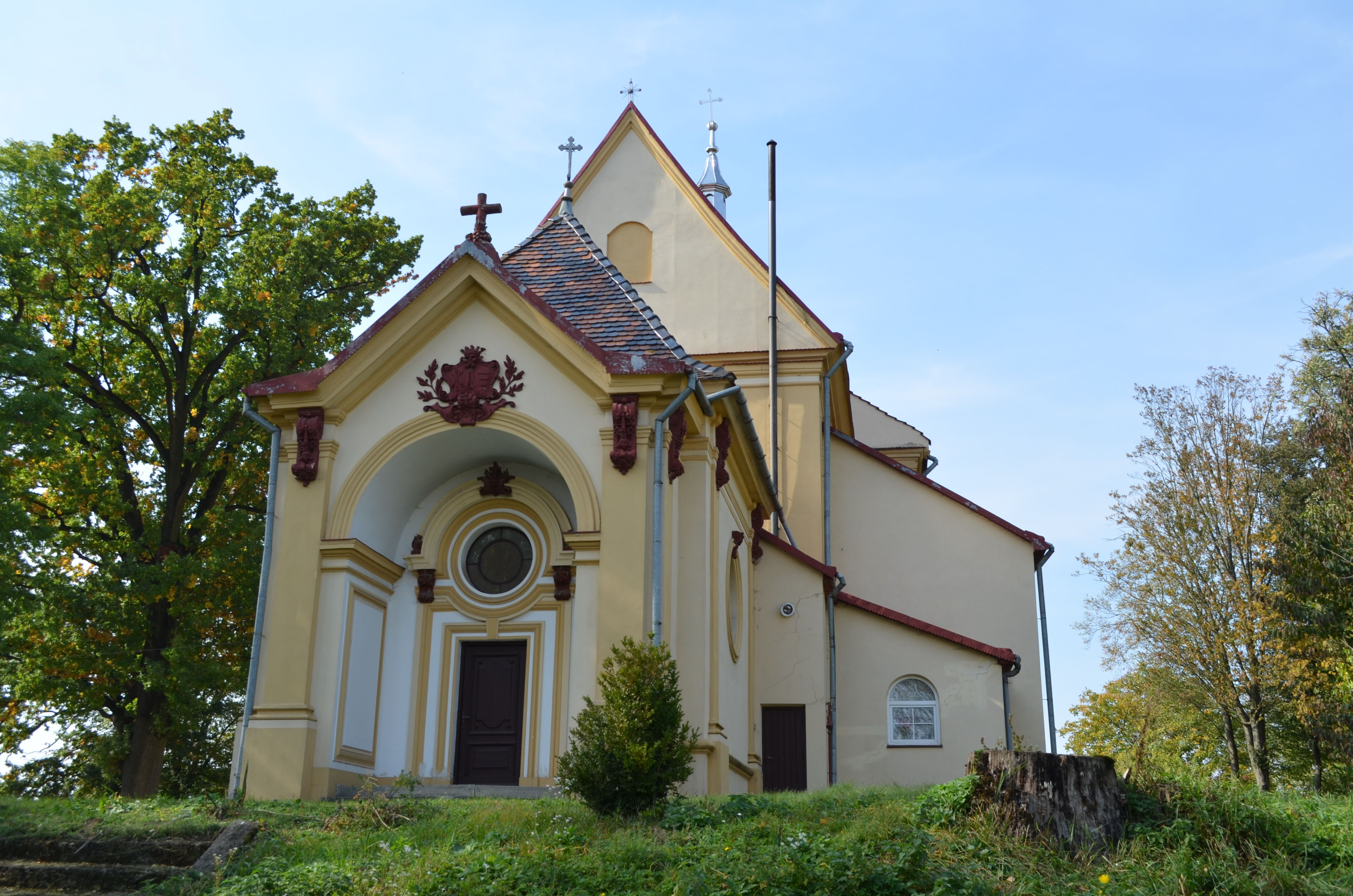
Kirche im Ort

Die Ortschaft liegt im Westen der historischen Landschaft Galizien im Rajon Sambir am Fluss Strwjasch, etwa 8 Kilometer nordwestlich vom Rajonzentrum Sambir und 74 Kilometer südwestlich vom Oblastzentrum Lemberg entfernt.
Am 6. August 2015 wurde das Dorf zum Zentrum der neu gegründeten Landgemeinde Wojutytschi (ukrainisch Воютицька сільська громада/Wojutyzka silska hromada), zu dieser zählen auch noch die 8 Dörfer Bylytschi (Биличі), Bukowa (Букова), Jasy (Язи), Ljutowyska (Лютовиська), Nadyby (Надиби), Rakowa (Ракова), Saritschtschja (Заріччя) und Sussidowytschi, bis dahin bildete es mit Jasy und Saritschtschja die gleichnamige Landratsgemeinde.
Am 12. Juni 2020 wurde die Landratsgemeinde aufgelöst und der Landgemeinde Biskowytschi unterstellt.
Der Ort wurde 1427 zum ersten Mal schriftlich erwähnt, lag zunächst in der Adelsrepublik Polen-Litauen, Woiwodschaft Ruthenien, und kam 1772 als Woiutycze zum damaligen österreichischen Kronland Galizien (bis 1918 dann im Bezirk Sambor).
Nach dem Ende des Ersten Weltkrieges kam er zu Polen, war hier ab 1921 als Wojutycze in die Woiwodschaft Lwów, Powiat Sambor, Gmina Biskowice eingegliedert und wurde im Zweiten Weltkrieg erst von der Sowjetunion und ab 1941 bis 1944 von Deutschland besetzt und dem Distrikt Galizien angeschlossen. Nach der Rückeroberung durch sowjetische Truppen 1944 kam er 1945 wiederum zur Sowjetunion und wurde in die Ukrainische SSR eingegliedert, seit 1991 ist der Ort Teil der heutigen Ukraine.